# Parabiel
Parabiel (ros. Парабель) – rzeka w azjatyckiej części Rosji, lewy dopływ Obu. Przepływa przez rejon parabielski w obwodzie tomskim. Powstaje przez połączenie rzek: Kionga i Czuzik.
Długość 308 km, powierzchnia zlewni 25,5 tys. km², średni przepływ 123 m³/s. Żeglowna. Jedna z ważnych arterii komunikacyjnych rejonu. Nieopodal wsi Parabiel rozdziela się na dwie odnogi: jedna wpływa do Obu, druga płynie ponad 50 km na północny zachód w odległości 10–15 km od Obu i łączy się z nim 7 km powyżej wsi Kargasok.
Jesienią 2000 roku oddano do eksploatacji 210-metrowy most przez Parabiel, co pozwoliło uruchomić całoroczne połączenie drogowe rejonu kargasokskiego z centrum administracyjnym obwodu.
Główne dopływy: Omielicz, Czarus, Cziwok, Urja, Tisat (wszystkie lewe).
Miejscowości leżące nad rzeką: Ust-Czuzik, Starica, Nowikowo, Tarsk, Czanowka, Sieńkino, Parabiel.